# Залізне (зупинний пункт)
Залі́зне — пасажирська зупинна залізнична платформа Лиманської дирекції Донецької залізниці.
Розташована у с. Новоселівка, Покровський район, Донецької області. Платформа розташована на лінії Ясинувата — Костянтинівка між станціями Скотувата (10 км) та Фенольна (3 км).
Станом на січень 2020 року зупинки приміських поїздів по станції не здійснюються.